# Solanin
Solanin (ソラニン, Solanin) é uma série de mangá escrita e ilustrada por Inio Asano. Foi serializada na revista Weekly Young Sunday da editora Shogakukan entre 2005 e 2006. O mangá foi licenciado e publicado no Brasil pela editora L&PM Editores.
O mangá foi adaptado em um filme live-action dirigido por Takahito Miki que foi lançado no Japão em abril de 2010. No mesmo ano a banda Asian Kung-Fu Generation lançou o single "Solanin", com letras escritas por Inio Asano, autor do mangá. A canção foi apresentada na versão do filme. A banda também forneceu a música-tema de encerramento do filme.

## Enredo
Meiko e Taneda se formaram na universidade há dois anos. Sem ter qualquer objetivo ou sentido real para tomarem na vida, eles entram sociedade, sem noção. Meiko trabalha como uma secretária de uma escritório para pagar o aluguel de seu apartamento, enquanto Taneda trabalha como um ilustrador de um jornal, ganhando apenas o suficiente para ajudar um pouco Meiko. Enquanto Taneda muitas vezes encontra-se com seus companheiros de banda de seus dias de universidade, ainda sente algo que está faltando. Seus colegas de banda sabem o que é: ganhar fama para que as suas músicas sejam ouvidas por uma grande multidão; que tem sido o seu sonho desde a sua primeira reunião no clube da sua universidade "Music Club Pop".
Insatisfeito com o ritmo de suas vidas "normais" de pós-graduação, as coisas mudam quando duas decisões importantes são tomadas: Meiko decide sair do trabalho, e Taneda decide dedicar mais tempo para escrever sua primeira canção que seja adequada para a banda. Tendo se libertado de suas antigas rotinas, encontram-se agora incertos de onde a sua nova vida vai levá-los. Lentamente, Meiko e Taneda abraçam seus futuros imprevisíveis juntos, mas uma tragédia inesperada acontece, mudando suas vidas e as vidas de seus amigos para sempre.

## Mídia

### Mangá
Solanin foi escrito e ilustrado por Inio Asano. Os capítulos foram serializados na revista Weekly Young Sunday entre 2005 e 2006. Os capítulos foram compilados e publicados em dois volumes em formato tankōbon pela editora Shogakukan entre 5 de dezembro de 2005 e 2 de maio de 2006. No Brasil, foi licenciado e publicado pela editora L&PM Editores entre novembro e dezembro de 2011.[carece de fontes?]

## Recepção
Solanin foi nomeado para o prêmio Eisner Award de 2009 de Melhor Edição Americana de Material Internacional - Japão. Ele foi nomeado também para o Harvey Award de 2009 de Melhor Edição Americana de Material Estrageiro. Deb Aoki do About.com lista Solanin como o melhor novo mangá one-shot de 2008, juntamente com Disappearance Diary.